# Stazione meteorologica di Ajaccio Campo dell'Oro

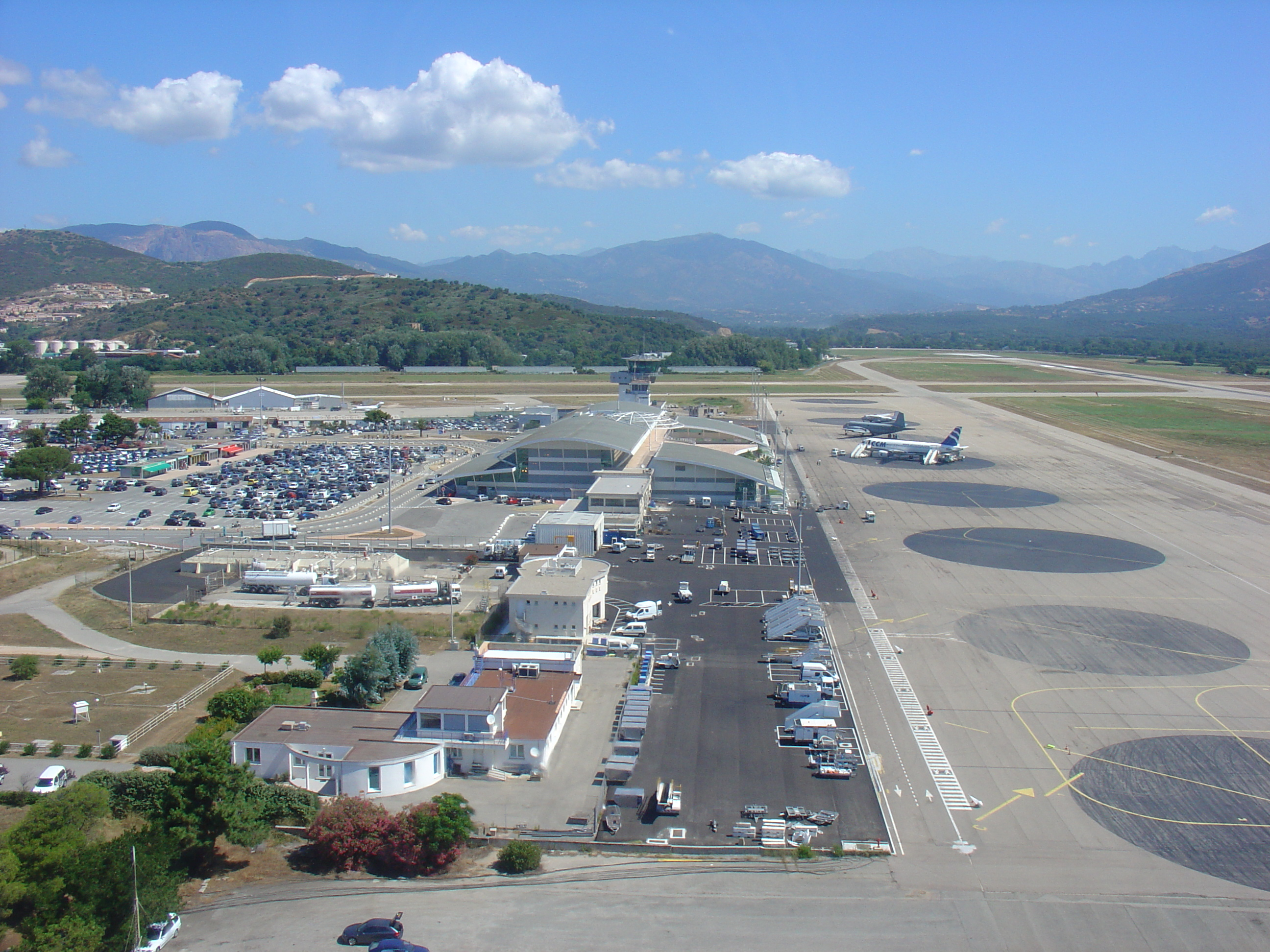
L'aeroporto di Ajaccio Campo dell'Oro, dove è visibile la capannina termometrica della stazione meteorologica nel campo in basso a sinistra

La stazione meteorologica di Ajaccio Campo dell'Oro (in francese: Station météorologique de Ajaccio Champ d'Ore, in corso: Stazioni meteurologhjca di Aiacciu Campu d'Oru) è la stazione meteorologica di riferimento per l'Organizzazione Mondiale della Meteorologia relativa alla città di Ajaccio e alla fascia costiera occidentale della Corsica. 

## Coordinate geografiche
La stazione meteorologica si trova in Corsica, nel territorio comunale di Ajaccio, nell'area aeroportuale di Campo dell'Oro, a un'altezza di 9 metri s.l.m. e alle coordinate geografiche 41°55′N 8°48′E.

## Medie climatiche ufficiali

### Dati climatologici 1981-2010
In base alla media trentennale 1981-2010, la temperatura media del mese più freddo, gennaio, si attesta attorno ai +9 °C; quella del mese più caldo, agosto, è di circa +23,2 °C. Mediamente si contano annualmente 18,7 giorni con temperatura massima eguale o superiore ai 30 °C e 9,2 giorni di gelo.
Le precipitazioni medie annue sono di 615,6 mm, mediamente distribuite in 69 giorni di pioggia annui, con un picco in autunno ed un minimo tra metà primavera ed inizio autunno, molto accentuato nella stagione estiva.
L'eliofania assoluta media annua si attesta a 7,5 ore giornaliere, con massimo di 11,9 ore medie giornaliere in luglio e minimo di 3,7 ore medie giornaliere in dicembre. 

| Ajaccio Campo dell'Oro (1981-2010) | Mesi | Mesi | Mesi | Mesi | Mesi | Mesi | Mesi | Mesi | Mesi | Mesi | Mesi  | Mesi | Stagioni | Stagioni | Stagioni | Stagioni | Anno  |
| Ajaccio Campo dell'Oro (1981-2010) | Gen  | Feb  | Mar  | Apr  | Mag  | Giu  | Lug  | Ago  | Set  | Ott  | Nov   | Dic  | Inv      | Pri      | Est      | Aut      | Anno  |
| ---------------------------------- | ---- | ---- | ---- | ---- | ---- | ---- | ---- | ---- | ---- | ---- | ----- | ---- | -------- | -------- | -------- | -------- | ----- |
| T. max. media (°C)                 | 13,7 | 13,9 | 15,5 | 17,9 | 21,7 | 25,3 | 28,4 | 28,7 | 25,9 | 22,5 | 17,9  | 14,7 | 14,1     | 18,4     | 27,5     | 22,1     | 20,5  |
| T. min. media (°C)                 | 4,2  | 4,1  | 5,6  | 7,9  | 11,6 | 14,8 | 17,3 | 17,6 | 15,1 | 12,3 | 8,4   | 5,5  | 4,6      | 8,4      | 16,6     | 11,9     | 10,4  |
| Giorni di calura (Tmax ≥ 30 °C)    | 0    | 0    | 0    | 0    | 0,4  | 1,8  | 7,4  | 7,4  | 1,4  | 0,3  | 0,0   | 0,0  | 0,0      | 0,4      | 16,6     | 1,7      | 18,7  |
| Giorni di gelo (Tmin ≤ 0 °C)       | 2,8  | 2,9  | 1,0  | 0,0  | 0,0  | 0,0  | 0,0  | 0,0  | 0,0  | 0,0  | 0,3   | 2,2  | 7,9      | 1,0      | 0,0      | 0,3      | 9,2   |
| Precipitazioni (mm)                | 56,7 | 45,1 | 49,1 | 54,8 | 44,0 | 22,1 | 6,7  | 19,7 | 51,5 | 85,6 | 103,9 | 76,4 | 178,2    | 147,9    | 48,5     | 241,0    | 615,6 |
| Giorni di pioggia                  | 7    | 7    | 6    | 7    | 5    | 3    | 1    | 2    | 5    | 8    | 9     | 9    | 23       | 18       | 6        | 22       | 69    |
| Eliofania assoluta (ore al giorno) | 4,4  | 5,3  | 6,8  | 7,5  | 9,3  | 10,8 | 11,9 | 10,8 | 8,6  | 6,5  | 4,5   | 3,7  | 4,5      | 7,9      | 11,2     | 6,5      | 7,5   |

### Dati climatologici 1971-2000
In base alla media trentennale 1971-2000, la temperatura media del mese più freddo, gennaio, si attesta a quasi +8,9 °C; quella del mese più caldo, agosto, è di circa +22,8 °C. Mediamente si contano annualmente 14,2 giorni con temperatura massima eguale o superiore ai 30 °C e 9,2 giorni di gelo.
Le precipitazioni medie annue sono di 639,2 mm, mediamente distribuite in 72 giorni di pioggia annui, con un picco in autunno ed un minimo tra metà primavera ed inizio autunno, molto accentuato nella stagione estiva.
L'eliofania assoluta media annua si attesta a 7,4 ore giornaliere, con massimo di 11,6 ore medie giornaliere in luglio e minimo di 4,1 ore medie giornaliere in dicembre. 
| Ajaccio Campo dell'Oro (1971-2000) | Mesi | Mesi | Mesi | Mesi | Mesi | Mesi | Mesi | Mesi | Mesi | Mesi | Mesi | Mesi | Stagioni | Stagioni | Stagioni | Stagioni | Anno  |
| Ajaccio Campo dell'Oro (1971-2000) | Gen  | Feb  | Mar  | Apr  | Mag  | Giu  | Lug  | Ago  | Set  | Ott  | Nov  | Dic  | Inv      | Pri      | Est      | Aut      | Anno  |
| ---------------------------------- | ---- | ---- | ---- | ---- | ---- | ---- | ---- | ---- | ---- | ---- | ---- | ---- | -------- | -------- | -------- | -------- | ----- |
| T. max. media (°C)                 | 13,6 | 13,9 | 15,2 | 17,3 | 21,1 | 24,6 | 27,7 | 28,3 | 25,6 | 21,8 | 17,4 | 14,7 | 14,1     | 17,9     | 26,9     | 21,6     | 20,1  |
| T. min. media (°C)                 | 4,1  | 4,2  | 5,4  | 7,3  | 11,0 | 14,1 | 16,7 | 17,2 | 14,8 | 11,7 | 7,7  | 5,2  | 4,5      | 7,9      | 16,0     | 11,4     | 10,0  |
| Giorni di calura (Tmax ≥ 30 °C)    | 0    | 0    | 0    | 0    | 0,1  | 1,0  | 5,3  | 6,4  | 1,1  | 0,3  | 0,0  | 0,0  | 0,0      | 0,1      | 12,7     | 1,4      | 14,2  |
| Giorni di gelo (Tmin ≤ 0 °C)       | 3,0  | 2,7  | 1,0  | 0,0  | 0,0  | 0,0  | 0,0  | 0,0  | 0,0  | 0,0  | 0,5  | 2,0  | 7,7      | 1,0      | 0,0      | 0,5      | 9,2   |
| Precipitazioni (mm)                | 61,8 | 56,3 | 57,2 | 63,8 | 38,8 | 23,2 | 9,7  | 20,2 | 53,7 | 92,0 | 94,9 | 67,6 | 185,7    | 159,8    | 53,1     | 240,6    | 639,2 |
| Giorni di pioggia                  | 8    | 7    | 8    | 8    | 6    | 3    | 1    | 2    | 5    | 8    | 8    | 8    | 23       | 22       | 6        | 21       | 72    |
| Eliofania assoluta (ore al giorno) | 4,4  | 5,3  | 6,3  | 7,1  | 8,8  | 10,5 | 11,6 | 10,7 | 8,5  | 6,5  | 4,9  | 4,1  | 4,6      | 7,4      | 10,9     | 6,6      | 7,4   |

### Dati climatologici 1961-1990
In base alla media trentennale 1961-1990, la temperatura media del mese più freddo, gennaio, si attesta a +8,6 °C; quella del mese più caldo, agosto, è di +22,1 °C. Mediamente si contano annualmente 12 giorni con temperatura massima eguale o superiore ai 30 °C e 11,2 giorni di gelo.
Le precipitazioni medie annue sono di 646,3 mm, mediamente distribuite in 74 giorni di pioggia annui, con un picco in autunno ed un minimo tra metà primavera ed inizio autunno, molto accentuato nella stagione estiva.
L'eliofania assoluta media annua si attesta a 7,5 ore giornaliere, con massimo di 11,8 ore medie giornaliere in luglio e minimo di 4,1 ore medie giornaliere in dicembre. 
| Ajaccio Campo dell'Oro (1961-1990) | Mesi | Mesi | Mesi | Mesi | Mesi | Mesi | Mesi | Mesi | Mesi | Mesi | Mesi | Mesi | Stagioni | Stagioni | Stagioni | Stagioni | Anno  |
| Ajaccio Campo dell'Oro (1961-1990) | Gen  | Feb  | Mar  | Apr  | Mag  | Giu  | Lug  | Ago  | Set  | Ott  | Nov  | Dic  | Inv      | Pri      | Est      | Aut      | Anno  |
| ---------------------------------- | ---- | ---- | ---- | ---- | ---- | ---- | ---- | ---- | ---- | ---- | ---- | ---- | -------- | -------- | -------- | -------- | ----- |
| T. max. media (°C)                 | 13,3 | 13,7 | 15,0 | 17,4 | 20,9 | 24,5 | 27,6 | 27,7 | 25,4 | 22,0 | 17,5 | 14,4 | 13,8     | 17,8     | 26,6     | 21,6     | 20,0  |
| T. min. media (°C)                 | 3,9  | 4,3  | 5,3  | 7,3  | 10,6 | 13,8 | 16,2 | 16,5 | 14,4 | 11,4 | 7,7  | 4,8  | 4,3      | 7,7      | 15,5     | 11,2     | 9,7   |
| Giorni di calura (Tmax ≥ 30 °C)    | 0    | 0    | 0    | 0    | 0,1  | 1,1  | 4,7  | 4,5  | 1,1  | 0,5  | 0,0  | 0,0  | 0,0      | 0,1      | 10,3     | 1,6      | 12,0  |
| Giorni di gelo (Tmin ≤ 0 °C)       | 3,8  | 3,0  | 1,4  | 0,0  | 0,0  | 0,0  | 0,0  | 0,0  | 0,0  | 0,0  | 0,4  | 2,6  | 9,4      | 1,4      | 0,0      | 0,4      | 11,2  |
| Precipitazioni (mm)                | 73,7 | 69,7 | 58,0 | 52,0 | 40,1 | 19,0 | 11,0 | 20,3 | 44,4 | 87,0 | 96,0 | 75,1 | 218,5    | 150,1    | 50,3     | 227,4    | 646,3 |
| Giorni di pioggia                  | 9    | 9    | 8    | 7    | 6    | 3    | 1    | 2    | 4    | 7    | 9    | 9    | 27       | 21       | 6        | 20       | 74    |
| Eliofania assoluta (ore al giorno) | 4,3  | 5,0  | 6,1  | 7,5  | 9,1  | 10,7 | 11,8 | 10,7 | 8,8  | 6,8  | 5,0  | 4,1  | 4,5      | 7,6      | 11,1     | 6,9      | 7,5   |

### Dati climatologici 1951-1980
In base alla media trentennale 1951-1980, la temperatura media del mese più freddo, gennaio, si attesta a quasi +8,5 °C; quella del mese più caldo, agosto, è di circa +21,8 °C. Mediamente si contano annualmente 10,5 giorni con temperatura massima eguale o superiore ai 30 °C e 12,2 giorni di gelo.
Le precipitazioni medie annue sono di 666,8 mm, mediamente distribuite in 75 giorni di pioggia annui, con un picco in autunno ed un minimo tra metà primavera ed inizio autunno, molto accentuato nella stagione estiva.
L'eliofania assoluta media annua si attesta a 7,6 ore giornaliere, con massimo di 12,1 ore medie giornaliere in luglio e minimo di 4 ore medie giornaliere in dicembre. 
| Ajaccio Campo dell'Oro (1951-1980) | Mesi | Mesi | Mesi | Mesi | Mesi | Mesi | Mesi | Mesi | Mesi | Mesi | Mesi | Mesi | Stagioni | Stagioni | Stagioni | Stagioni | Anno  |
| Ajaccio Campo dell'Oro (1951-1980) | Gen  | Feb  | Mar  | Apr  | Mag  | Giu  | Lug  | Ago  | Set  | Ott  | Nov  | Dic  | Inv      | Pri      | Est      | Aut      | Anno  |
| ---------------------------------- | ---- | ---- | ---- | ---- | ---- | ---- | ---- | ---- | ---- | ---- | ---- | ---- | -------- | -------- | -------- | -------- | ----- |
| T. max. media (°C)                 | 13,2 | 13,6 | 15,1 | 17,3 | 20,8 | 24,5 | 27,1 | 27,5 | 25,2 | 21,6 | 17,4 | 14,4 | 13,7     | 17,7     | 26,4     | 21,4     | 19,8  |
| T. min. media (°C)                 | 3,7  | 4,2  | 5,2  | 7,1  | 10,3 | 13,7 | 15,6 | 16,0 | 14,2 | 10,9 | 7,4  | 4,8  | 4,2      | 7,5      | 15,1     | 10,8     | 9,4   |
| Giorni di calura (Tmax ≥ 30 °C)    | 0    | 0    | 0    | 0    | 0,2  | 1,1  | 3,6  | 4,2  | 1,1  | 0,3  | 0,0  | 0,0  | 0,0      | 0,2      | 8,9      | 1,4      | 10,5  |
| Giorni di gelo (Tmin ≤ 0 °C)       | 4,4  | 3,2  | 1,7  | 0,1  | 0,0  | 0,0  | 0,0  | 0,0  | 0,0  | 0,0  | 0,4  | 2,4  | 10,0     | 1,8      | 0,0      | 0,4      | 12,2  |
| Precipitazioni (mm)                | 80,1 | 71,2 | 59,3 | 48,9 | 43,8 | 22,8 | 10,5 | 17,9 | 47,4 | 86,4 | 97,6 | 80,9 | 232,2    | 152,0    | 51,2     | 231,4    | 666,8 |
| Giorni di pioggia                  | 9    | 9    | 8    | 7    | 6    | 3    | 1    | 2    | 4    | 7    | 9    | 10   | 28       | 21       | 6        | 20       | 75    |
| Eliofania assoluta (ore al giorno) | 4,3  | 5,0  | 6,2  | 7,7  | 9,4  | 10,9 | 12,1 | 10,8 | 8,9  | 6,8  | 4,8  | 4,0  | 4,4      | 7,8      | 11,3     | 6,8      | 7,6   |

### Dati climatologici 1941-1970
In base alla media trentennale 1941-1970, la temperatura media del mese più freddo, gennaio, si attesta a quasi +8,3 °C; quella del mese più caldo, agosto, è di circa +21,8 °C. Mediamente si contano annualmente 11,5 giorni con temperatura massima eguale o superiore ai 30 °C e 14,2 giorni di gelo.
Le precipitazioni medie annue sono di 630,5 mm, mediamente distribuite in 75 giorni di pioggia annui, con un picco in autunno ed un minimo tra metà primavera ed inizio autunno, molto accentuato nella stagione estiva.
L'eliofania assoluta media annua si attesta a 7,7 ore giornaliere, con massimo di 12,3 ore medie giornaliere in luglio e minimo di 3,8 ore medie giornaliere in dicembre. 
| Ajaccio Campo dell'Oro (1941-1970) | Mesi | Mesi | Mesi | Mesi | Mesi | Mesi | Mesi | Mesi | Mesi | Mesi | Mesi | Mesi | Stagioni | Stagioni | Stagioni | Stagioni | Anno  |
| Ajaccio Campo dell'Oro (1941-1970) | Gen  | Feb  | Mar  | Apr  | Mag  | Giu  | Lug  | Ago  | Set  | Ott  | Nov  | Dic  | Inv      | Pri      | Est      | Aut      | Anno  |
| ---------------------------------- | ---- | ---- | ---- | ---- | ---- | ---- | ---- | ---- | ---- | ---- | ---- | ---- | -------- | -------- | -------- | -------- | ----- |
| T. max. media (°C)                 | 13,1 | 13,3 | 15,1 | 17,5 | 20,9 | 24,7 | 27,3 | 27,6 | 25,4 | 21,9 | 17,6 | 14,4 | 13,6     | 17,8     | 26,5     | 21,6     | 19,9  |
| T. min. media (°C)                 | 3,4  | 4,0  | 5,1  | 7,2  | 10,3 | 13,8 | 15,6 | 15,9 | 14,3 | 11,0 | 7,7  | 4,8  | 4,1      | 7,5      | 15,1     | 11,0     | 9,4   |
| Giorni di calura (Tmax ≥ 30 °C)    | 0    | 0    | 0    | 0    | 0,2  | 1,2  | 4,1  | 4,6  | 1,2  | 0,2  | 0,0  | 0,0  | 0,0      | 0,2      | 9,9      | 1,4      | 11,5  |
| Giorni di gelo (Tmin ≤ 0 °C)       | 5,3  | 3,8  | 1,8  | 0,1  | 0,0  | 0,0  | 0,0  | 0,0  | 0,0  | 0,0  | 0,3  | 2,9  | 12,0     | 1,9      | 0,0      | 0,3      | 14,2  |
| Precipitazioni (mm)                | 74,9 | 70,3 | 50,0 | 42,6 | 40,7 | 16,8 | 8,4  | 13,4 | 43,5 | 76,6 | 99,7 | 93,6 | 238,8    | 133,3    | 38,6     | 219,8    | 630,5 |
| Giorni di pioggia                  | 9    | 9    | 7    | 7    | 5    | 3    | 1    | 2    | 4    | 7    | 10   | 11   | 29       | 19       | 6        | 21       | 75    |
| Eliofania assoluta (ore al giorno) | 4,4  | 4,8  | 6,4  | 8,0  | 9,8  | 11,2 | 12,3 | 10,9 | 9,0  | 6,9  | 4,7  | 3,8  | 4,3      | 8,1      | 11,5     | 6,9      | 7,7   |

## Temperature estreme mensili dal 1949 ad oggi
Nella tabella sottostante sono riportate le temperature massime e minime assolute mensili, stagionali ed annuali dal 1949 ad oggi, con il relativo anno in cui queste sono state registrate. La massima assoluta del periodo esaminato di +40,3 °C è del luglio 1983, mentre la minima assoluta di -8,1 °C è del febbraio 1986.
| Ajaccio Campo dell'Oro (1949-2023) | Mesi        | Mesi        | Mesi        | Mesi        | Mesi        | Mesi        | Mesi        | Mesi        | Mesi        | Mesi        | Mesi        | Mesi        | Stagioni | Stagioni | Stagioni | Stagioni | Anno |
| Ajaccio Campo dell'Oro (1949-2023) | Gen         | Feb         | Mar         | Apr         | Mag         | Giu         | Lug         | Ago         | Set         | Ott         | Nov         | Dic         | Inv      | Pri      | Est      | Aut      | Anno |
| ---------------------------------- | ----------- | ----------- | ----------- | ----------- | ----------- | ----------- | ----------- | ----------- | ----------- | ----------- | ----------- | ----------- | -------- | -------- | -------- | -------- | ---- |
| T. max. assoluta (°C)              | 22,4 (1997) | 25,3 (1979) | 29,6 (2001) | 32,2 (2012) | 36,2 (2022) | 40,1 (2019) | 40,3 (1983) | 39,5 (1988) | 40,0 (1975) | 35,0 (1988) | 29,4 (1967) | 22,8 (2023) | 25,3     | 36,2     | 40,3     | 40,0     | 40,3 |
| T. min. assoluta (°C)              | −7,0 (1981) | −8,1 (1986) | −5,6 (1971) | −1,7 (1956) | 3,0 (1960)  | 6,8 (1962)  | 9,2 (1954)  | 9,1 (1956)  | 7,6 (1957)  | 1,6 (1974)  | −3,2 (1998) | −4,9 (1980) | −8,1     | −5,6     | 6,8      | −3,2     | −8,1 |